# Cola semecarpophylla
Cola semecarpophylla là một loài thực vật có hoa thuộc họ Sterculiaceae.
Loài này có ở Cameroon và Nigeria.
Chúng hiện đang bị đe dọa vì mất môi trường sống.